# Dagorder (krijgsmacht)

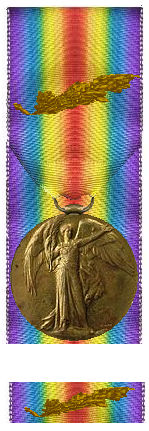
Een Britse Overwinningsmedaille met Dagorder

Een dagorder is een proclamatie aan het leger waarin bijzonder nieuws bekend wordt gemaakt. Een dagorder wordt aan de verzamelde troepen voorgelezen.
In een dagorde kunnen bijvoorbeeld een overwinning of de namen van militairen die zich bijzonder hebben onderscheiden worden gedeeld. Men noemt een dergelijke vermelding in een Dagorder een "Eervolle Vermelding". 
Franse militaire eenheden die zijn vermeld in een Dagorder dragen nestels oftewel Fourragères in bijzondere kleuren zoals het geel van de Militaire Medaille of geel en rood.
In Nederland werd op 9 april 2025 een dagorder uitgevaardigd door de Commandant der Strijdkrachten Onno Eichelsheim. Hierin werd aan hen bekendgemaakt zich versneld in gereedheid te brengen voor mogelijke inzet. Als reden voor de oproep in de dagorder werd onder andere een toegenomen dreiging vanuit Rusland opgevoerd naar aanleiding van de oorlog in Oekraïne.